# Qingdao
Qingdao, grafia secondo il sistema di trascrizione pinyin, o Tsingtao, grafia secondo la romanizzazione del sistema postale cinese (in cinese: 青島T, 青岛S, QīngdǎoP, Ch'ing-taoW, ; in tedesco: Tsingtau), è una città sub-provinciale nell'est della provincia dello Shandong, Cina. Confina con Yantai a nordest, con Weifang a est e con Rizhao a sudovest. Situata sulla penisola dello Shandong prospiciente il Mar Giallo, Tsingtao oggi è un importante porto, base navale e centro industriale. È anche sede del birrificio Tsingtao. Il carattere 青 (qīng) in cinese significa "verde" o "lussureggiante" mentre il carattere 島 (dǎo) vuol dire "isola".
Per quanto concerne l'estensione superficiale, ovvero la grandezza reale di una città, si piazza al secondo posto a livello mondiale, dietro la sua connazionale Pechino.
Dal 1897 al 1919, col nome di Kiautschou o Kiao-Ciao, fu colonia dell'Impero tedesco.

## Geografia fisica

### Territorio
Tsingtao è situata sulla costa meridionale della Penisola dello Shandong. Confina con tre città: Yantai a nordest, Weifang a ovest e Rizhao a sudovest. La città occupa una superficie di 10 654 km². La geografia della città è relativamente pianeggiante mentre attorno spicca qualche rilievo. La più elevata altitudine sull'area è di 1 133 m sul livello del mare. La città ha una costa lunga 730,64 chilometri. Cinque fiumi significativi che scorrono per più di 50 km possono essere trovati nella regione.

### Clima
Tsingtao gode di estati miti e di inverni relativamente temperati, la temperatura media a luglio è di 23,8 °C e quella media di gennaio è di -0,7 °C. La zona è piovosa principalmente in giugno e luglio, con 150 mm medi.

## Origini del nome
- Tsingtao era precedentemente conosciuta come Jiao'ao (胶澳S). In tedesco si chiama Tsingtau, traslitterata in pinyin Qingdao.
- Qindao (琴岛S, lett. "Isola del qin - uno strumento a corde") è un altro nome moderno per indicare l'area che pei locali si riferisce alla forma della linea costiera.
- A fine ottocento era conosciuta col nome "Kiao-ciao", tanto da apparire con questo nome nell'elenco dei porti cinesi aperti al commercio internazionale.

## Storia

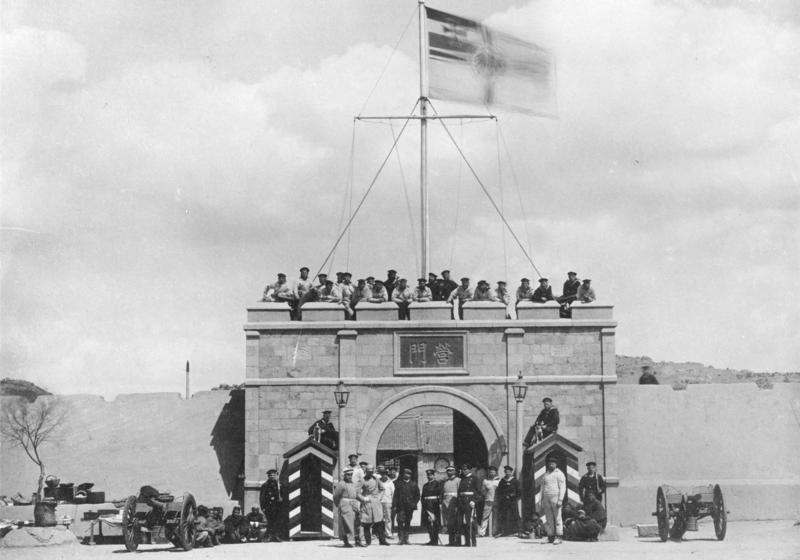
L'entrata principale del Forte coloniale tedesco a Tsingtao con issato il vessillo della Kaiserliche Marine

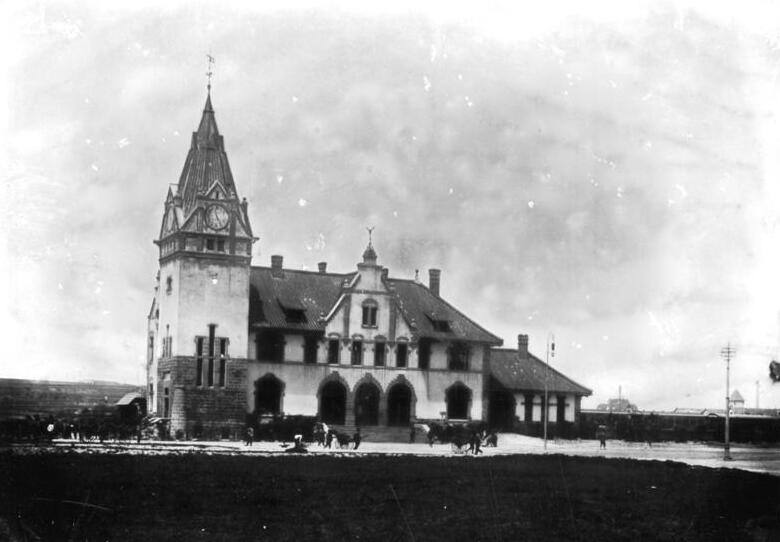
La vecchia stazione ferroviaria di Tsingtao, un chiaro esempio di architettura coloniale tedesca

L'area su cui oggi è situata Tsingtao si chiamava Jiao'ao (胶澳) quando era governata dalla dinastia Qing. Nel 1891, il governo Qing decise di fare dell'area una base difensiva contro gli attacchi navali e quindi progettò la costruzione di una città. Solo una parte fu completata fino al 1897 quando la città non era altro che un villaggio di pescatori e fu ceduta alla Germania. In quel tempo essa era conosciuta in occidente con il nome di Kiao-Ciao. I tedeschi presto fecero di Tsingtao un porto strategicamente importante, stabilendovi la loro squadra navale del Pacifico e permettendo alle navi di condurre operazioni in ogni parte del "Lontano Oriente". Il governo coloniale tedesco pianificò e fece costruire le prime strade e istituzioni della città che si possono vedere ancora oggi, inclusa la distilleria Tsingtao, famosa in tutto il mondo. L'influenza tedesca si estese in altre parti della Provincia dello Shandong, incluso lo stabilimento di distillerie rivali.

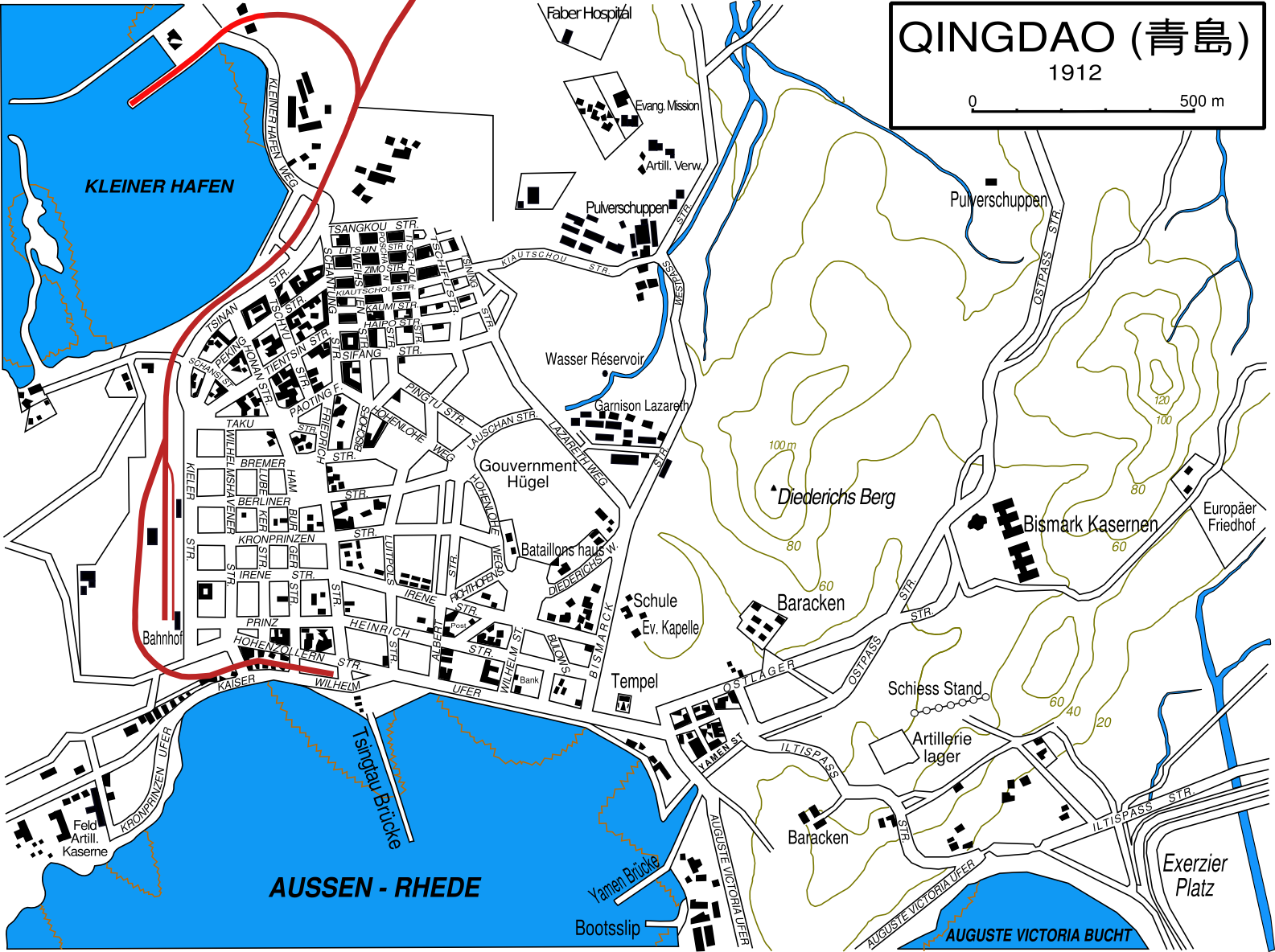
Mappa di Tsingtao nel 1912.

Subito dopo lo scoppio della prima guerra mondiale, lo Squadrone pacifico tedesco, sotto l'ammiraglio Graf von Spee, lasciò Tsingtao piuttosto che essere intrappolato nel porto dalle forze dell'intesa. Dopo un successivo attacco navale britannico minore alla colonia tedesca nel 1914, il Giappone occupò la città e la provincia circostante dopo la battaglia di Tsingtao appena seguente alla dichiarazione di guerra contro la Germania. Il fallimento delle forze alleate di restaurare il controllo cinese nello Shandong provocò il Movimento del 4 maggio 1919.
La città ritornò sotto il governo cinese nel 1922, sotto il controllo della Repubblica di Cina. La città ne divenne una municipalità direttamente controllata. Il Giappone la rioccupò nel 1938 seguendo i suoi piani di occupazione della costa cinese. Dopo la seconda guerra mondiale il Kuomintang lasciò che Tsingtao ospitasse la Western Pacific Fleet della Marina americana. Il 2 giugno 1949 l'Armata rossa del PCC entrò a Tsingtao che tutt'oggi è sotto il controllo della Repubblica Popolare Cinese. Dal 1984, con l'inaugurazione della legge che permetteva l'arrivo degli investimenti stranieri in Cina, Tsingtao si è sviluppata velocemente in un porto dinamico. Ora è una delle sedi della flotta settentrionale della Marina cinese.
Tsingtao è ora un centro dell'industria manifatturiera, e sede della Corporazione Haier, un'importante industria di elettrodomestici. La città recentemente è stata oggetto di una grande espansione, con un nuovo distretto di affari creato a est di quello più vecchio. Fuori dal centro della città c'è un'ampia zona industriale, che include aziende manifatturiere della gomma e dell'industria pesante, oltre ad una crescente area tecnologica.

## Monumenti e luoghi d'interesse

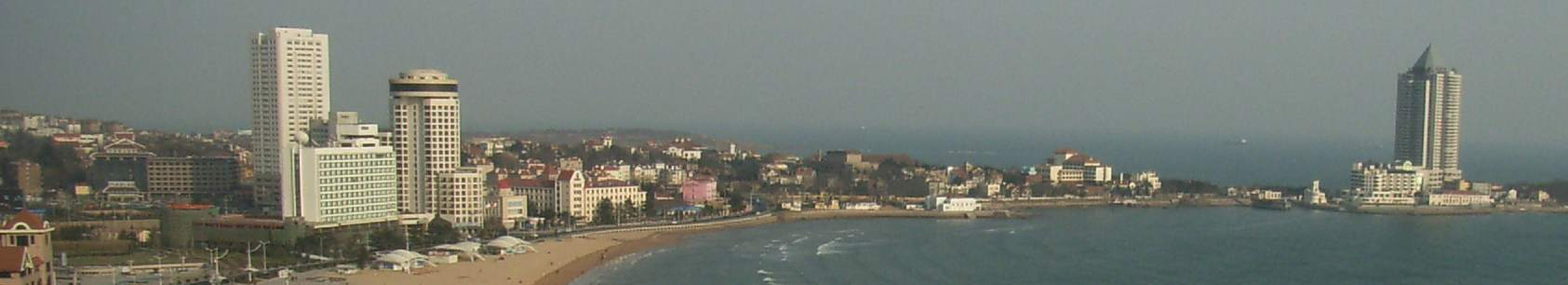
La spiaggia di Tsingtao.

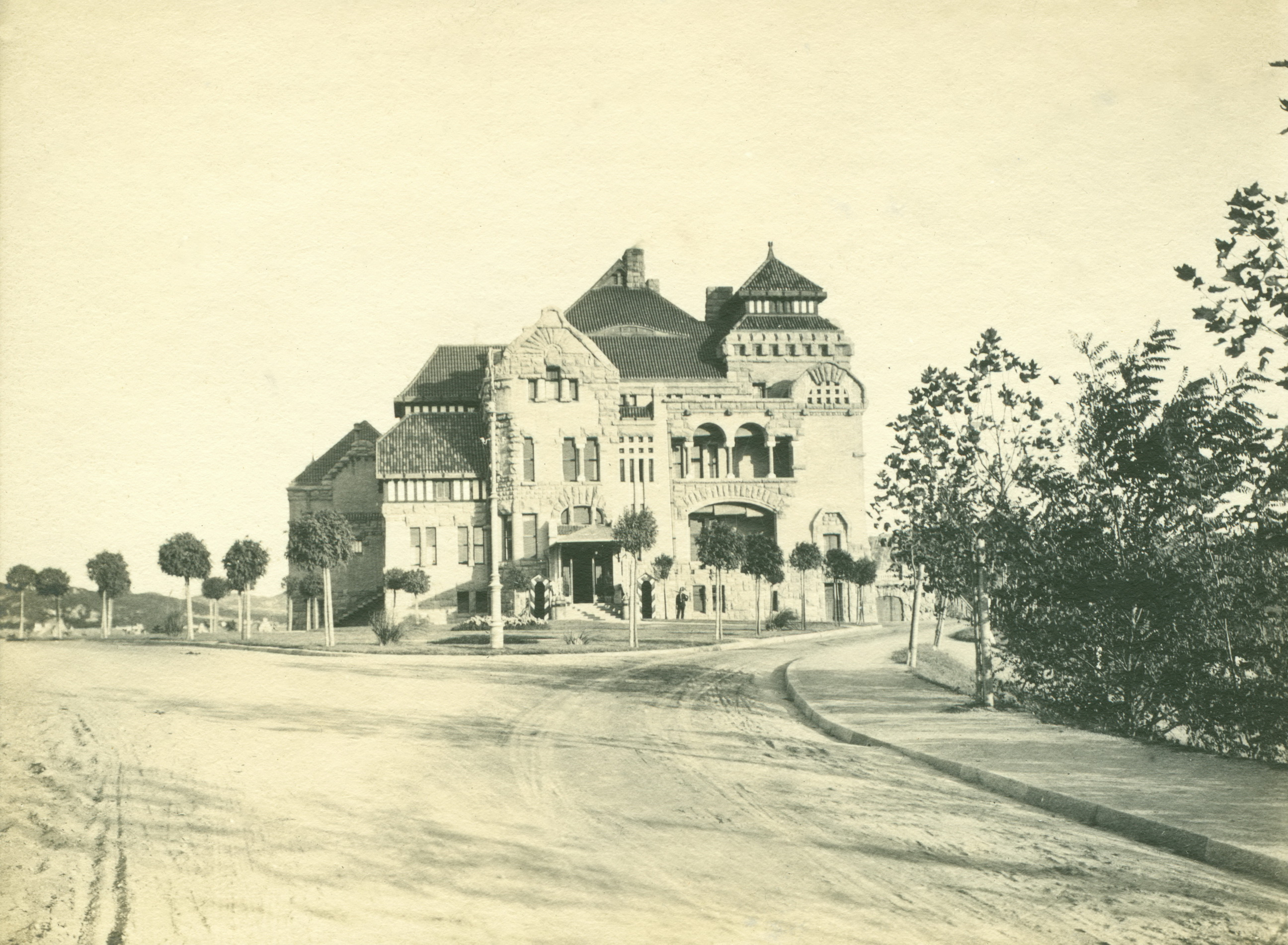
Residenz des Gouverneurs (palazzo del governatore), costruito nel 1907 dell'amministrazione prussiana e ancora esistente, è uno dei tanti esempi di architettura coloniale tedesca presenti ancora oggi a Tsingtao.

Tsingtao attrae tanti turisti a causa del mare e del buon clima. Parchi, spiagge, sculture e alcune uniche architetture ornano la costa. 
Le maggiori attrazioni sono:
- Zhan Qiao
- Otto grandi passi: la più vecchia area della città con architetture giapponesi e tedesche.
- Piazza del 4 maggio
- Parco Lu Xun: chiamato in onore di Lu Xun, un famoso critico letterario cinese, che visse negli anni 30.
- Azienda vinicola Huadong
- Collina del piccolo pesce
- Jiaozhou Governor's Hall: passata sede di due precedenti governi.
- Laoshan: una famosa montagna taoista.
- Città internazionale della birra di Qingdao: il sito primario del Festival internazionale della birra di Qingdao.
- Mondo sottomarino di Qingdao
- Cattedrale di S. Michele: una cattedrale gotico/romanica progettata dall'architetto Pepieruch, completata nel 1934.
- Tempio Zhanshan: l'unico tempio Buddista di Tsingtao.

## Società

### Evoluzione demografica
Alla fine del 2002, Le stime affermavano che Tsingtao ospitava più di 7 milioni di abitanti, in cui circa 2,6 milioni risiedono nell'area urbana. Altri 2,3 milioni abitano in piccole città sotto la giurisdizione di Tsingtao. Le nascite annuali sono circa 82.000, con un tasso di nascite di 11,26/1000, e quello di morte di 6,93/1000, entrambi calcolati su base annuale. Ciò risulta con una crescita del 0,43%, senza contare la sostanziale immigrazione.

### Etnie e minoranze straniere
Mentre Tsingtao ospita 38 minoranze etniche riconosciute dal governo cinese, esse costituiscono solo lo 0,14% della popolazione totale della città. La minoranza coreana comprende più di 60.000 individui (2005).
La maggioranza dei residenti sono immigrati che sono giunti per approfittare delle opportunità che Tsingtao offre. 

### Lingue e dialetti
Inoltre un distintivo accento locale, noto come "Qingdao Hua", distingue i residenti della città da quelli delle campagne circostanti (che parlano "Sciantung Hua", entrambi dialetti del Mandarino).

### Qualità della vita
Il livello di vita è tra i più alti delle città cinesi.

## Cultura

### Musei
- Museo della birra di Qingdao: ospitato nel sito della vecchia birreria.
- Museo navale di Qingdao

### Architettura
Attraverso il mescolamento dell'architettura cinese e tedesca, combinato con strutture moderne e superstrade, lungo spiagge, rocciosi promontori, e pittoreschi cipressi Tsingtao ha un'atmosfera unica nel mondo.

### Cucina
La cucina "Lu Cai", è tipica della regione dello Shandong.

### Eventi
- Festival internazionale della birra di Qingdao: tra gli eventi più famosi dell'area, si tiene annualmente dal 1991.[16]

### Istruzione

#### Università
- Università di scienze oceanografiche della Cina[17]: precedentemente Università dell'Oceano di Tsingtao, è la prima università della facoltà in Cina.
- Università di scienze petrolifere della Cina
- Università di Qingdao
- Università di scienze e tecnologie di Qingdao
- Università politecnico di Qingdao
- Università di economia e commercio dello Shandong
- Scuola internazionale di Qingdao[18]

## Geografia antropica

### Suddivisioni amministrative
La città sub-provinciale di Tsingtao amministra 10 divisioni, inclusi 6 distretti.
| - Distretto di Shinan (市南区) - Distretto di Shibei (市北区) - Distretto di Licang (李沧区) - Distretto di Laoshan (崂山区) - Distretto di Chengyang (城阳区) - Xihai'an (ex Distretto di Huangdao) (黄岛区) - Distretto di Jimo (即墨市) - Città di Jiaozhou (胶州市) - Città di Pingdu (平度市) - Città di Laixi (莱西市) |

## Economia

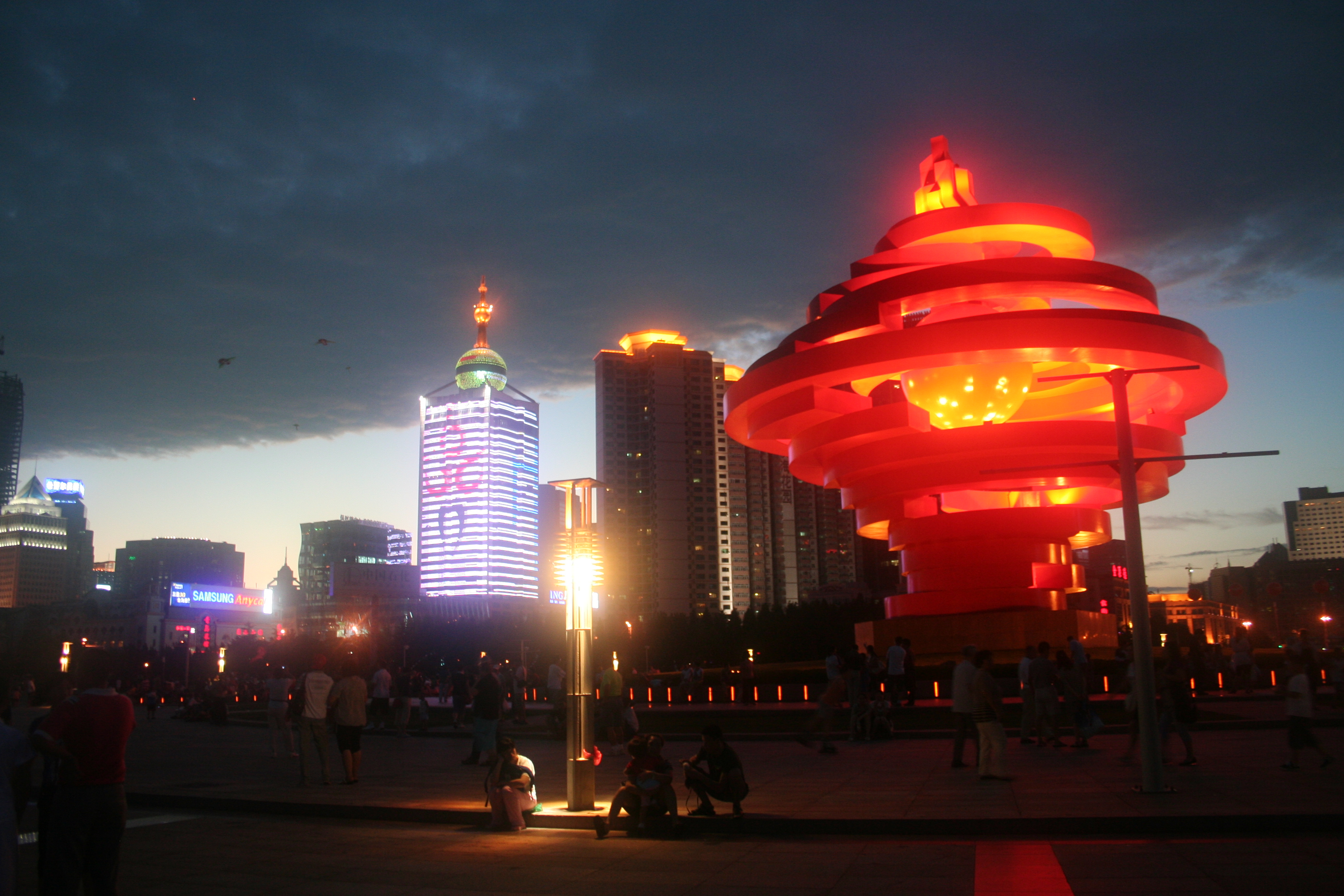
La piazza "4 maggio" di Tsingtao.

Forse Tsingtao è principalmente conosciuta per la Distilleria Tsingtao, che i coloni tedeschi fondarono nel 1903, e che produce la birra Tsingtao, attualmente la più conosciuta della Cina e nota anche all'estero.
Nel 1984 il governo cinese nominò un distretto di Tsingtao a Zona economica speciale (SETDZ). Con questo distretto, l'intera città si è notevolmente sviluppata nei settori secondario e terziario. Come importante porto nella provincia, Tsingtao fiorisce con gli investimenti stranieri e il commercio internazionale In particolare Corea del Sud e Giappone investirono nella città. Almeno 30.000 sudcoreani vi risiedono. Le edificazioni continuano con un passo relativamente veloce. Vi risiede anche la famosa corporazione Haier.
Nel settore primario, Tsingtao ha 200 km² di terra coltivabile. Tsingtao ha buone risorse ittiche, gamberi, e altri prodotti ittici. Tsingtao è anche ricca di risorse del sottosuolo. Più di trenta minerali sono estratti. L'uso e la produzione dell'Energia eolica sono tra i migliori della regione.
Il PIL pro capite era di 29,596 ¥ (ca. 3,659 $) nel 2004. Il PIL è ultimamente cresciuto annualmente del 14%.
Vi hanno sede le società Hisense e Haier.

## Infrastrutture e trasporti

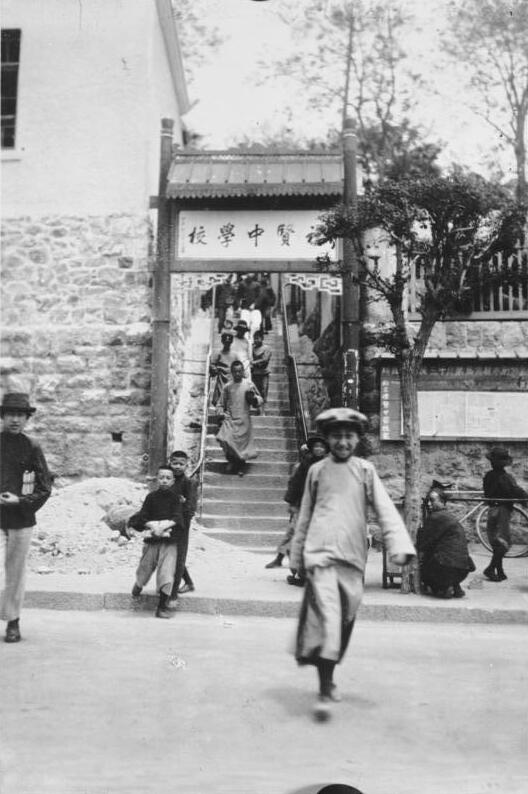
La ex missione e la scuola tedesca a Tsingtao, l'edificio è ancora esistente

### Aeroporti
L'aeroporto internazionale di Qingdao, a 36 chilometri dal centro cittadino, dispone di 13 linee aeree nazionali e internazionali, operando 58 rotte di cui 10 sono internazionali e regionali. Si stima che nel 2002 più di 2,3 milioni di persone, inclusi 450.000 viaggiatori stranieri, siano passati per l'aeroporto.

### Porti
Tsingtao accoglie uno dei più grandi porti della Cina. Sono stabilite relazioni cooperative con 450 porti in 130 stati nel mondo. I beni esportati ammontano a più di 35 milioni di tonnellate. 
La Orient Ferry connette Tsingtao con Shimonoseki, in Giappone. Ci sono alcune compagnie minori che connettono Tsingtao con la Corea del Sud.

### Ferrovie
Lo sviluppo ferroviario di Tsingtao cominciò negli anni 90. Oggi, le ferrovie connettono la città con Lanzhou, Chengdu, Xi'an, Zhengzhou, Jinan e Jining. A Tsingtao vengono prodotti anche i vagoni speciali per la ferrovia del Qingzang, che, partendo da Xining e arrivando a Lhasa, è la ferrovia più "alta" al mondo.

### Metropolitana
La città è servita da una linea metropolitana.

### Strade
C'è un totale di 1,145 km di strade nell'area di Tsingtao, di cui quasi 500 di autostrade. Le autostrade connettono Tsingtao con Jinan.

## Amministrazione

### Gemellaggi
Tsingtao è gemellata con:
- Fiume, dal 1999[23]
- Wilhelmshaven
- Paderborn
- Shimonoseki, dal 1979
- Long Beach, dal 1985[24]
- Acapulco, dal 1985
- Odessa, dal 1993
- Taegu, dal 1993
- Ness Ziona, dal 1997
- Velsen, dal 1998
- Southampton, dal 1998
- Puerto Montt, dal 1999
- Montevideo, dal 2004
- Klaipėda, dal 2004
- Bilbao, dal 2004
- Nantes, dal 2005
- Ilhéus, dal 2009

## Sport

### Calcio
Tsingtao è sempre stata perno di club professionali calcistici in Cina. I maggiori sono:
- Chinese Super League
  - Qingdao Jonoon
- Chinese Football Association Jia League
  - Qingdao Hailifeng

### Eventi
Tsingtao è stata la sede delle competizioni velistiche durante le Olimpiadi del 2008. Gli eventi si sono svolti nel Golfo di Fushan, vicino al distretto centrale della città nel Centro velico internazionale di Qingdao. Per l'occasione sono stati costruiti un albergo (progetto Hydropolis) e un centro di teletrasmissione internazionale.
Ha ospitato le gare di vela che hanno avuto luogo lungo la complicata linea costiera al largo della città.